# Odruka
Odruka est le cinquième empereur de l'empire Shunga. Il régna de 124 à 122 av. J.-C. Il fut précédé par Vasumitra et Pulindaka lui succéda.